# Brasão de Marabá
O Brasão do município de Marabá é um dos três símbolos oficiais de Marabá. É o mais jovem entre os símbolos municipais, sendo criado somente em 1973, durante o governo de Pedro Marinho de Oliveira. O desenho do brasão é de autoria de Augusto Morbach.

## Descrição
O símbolo é basicamente formado por um escudo em campo verde-esmeralda e bordas em esmalte or, cruzado na diagonal por uma faixa (peça) amarela que se bifurca no centro do campo representando os rios Tocantins e Itacaiunas.
Dividindo o campo na vertical está o perfil (figura) da Bertholletia excelsa, que foi por muito tempo um dos suportes econômicos do município. A figura está circundada por cinco estrelas (peças) de prata dispostas como se formassem a constelação do Cruzeiro do Sul, que faz parte do conjunto das armas nacionais, sendo que a quinta estrela da constelação é a Epsilon Crucis (ε Crucis). Ela encontra-se exatamente na bifurcação da faixa e simboliza o núcleo fundador da cidade de Marabá situada na confluência do rios. Acima do campo está o grito de guerra, com a inscrição "MARABÁ"
O escudo é de estilo clássico com bordas polacas, com campo central em verde-esmeralda e bordas internas pratas, e esmalte das bordas externas em or. Tem como suportes ramos frutificados, sendo o da destra um ramo de Bertholletia excelsa e o da sinistra um ramo de Castilla ulei, ambos na cor própria e atados sobre a base. As cores e o desenho do fundo do escudo foram escolhidos para sempre estarem em consonância com as cores da bandeira do município.
A divisa em latim, Favante Deo Ad Astra Vehimvr, traduzida para o português significa: "Com a ajuda de Deus aos astros chegaremos". Segundo ideal por qual foi criado, "deve valorizar a independência das ações desenvolvidas por Marabá, seu papel de destaque no estado e no país e o grande dinamismo característico do município". À destra na divisa há a inscrição da data de 5 de abril de 1913, referente a data de instalação oficial do município.